# Huis Bethlehem

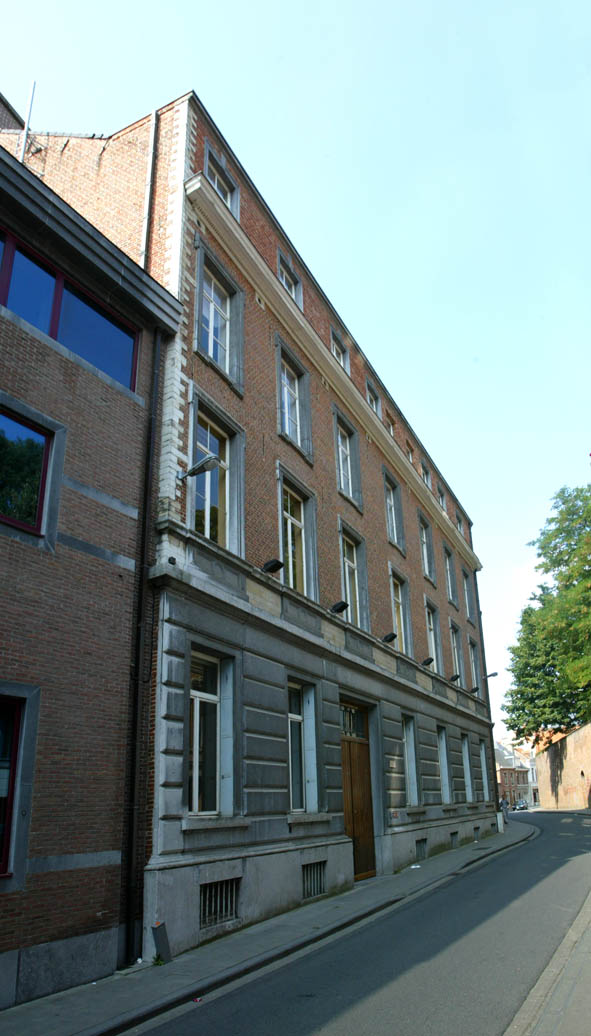
Het Huis Bethlehem in de Schapenstraat

Het Huis Bethlehem is een herenhuis in de Schapenstraat in de Belgische stad Leuven.

## Geschiedenis
Het Huis Bethlehem werd in 1856 in opdracht van de Leuvense industrieel Guillaume J.F. Janssens (1796-1877) gebouwd naar een ontwerp van de Brusselse architect I. G. Druaert. Hij had onder meer de Gaffelmolen geërfd, het bedrijf dat de voormalige Cropel- en Corbekemolens op de Kleine Dijle, de rechterarm van de Dijle tussen de Schapenstraat en de Redingenstraat. Hij was ook eigenaar van de nabijgelegen Vliegmolen. Het Huis Bethlehem werd gebouwd waar de resten van de Corbekemolen lagen. Aanvankelijk behoorden tot het complex een stal, een moestuin met serres en een lusthof met een 18e-eeuws paviljoen. Een deel van de tuin behoorde tot het Zwartzustersklooster.
In 1893 kwam het huis in handen van Victor Vanderkelen, zoon van burgemeester Leopold Vander Kelen, die er in 1896 de industriële bakkerij Het Volksgeluk begon. De fabriek werd in 1922 doorverkocht aan Lambert Meurrens, die er de BNB Biscuiterie Nationale Belge onderbracht. In 1932 werd het herenhuis aan de zusters van Bethlehem uit Nijvel verkocht. De zusters richtten er een Franstalige meisjespedagogie in en een volwaardige verdieping werd boven het historische huis aangebracht. Het tuinpaviljoen werd omgevormd tot kapel.
Na de splitsing van de Katholieke Universiteit Leuven en de Université catholique de Louvain trokken de zusters weg uit Leuven en stond het pand enkele jaren leeg. In 1972 kwam het pand in handen van de Assurantie van de Belgische Boerenbond (ABB) en werd het omgevormd tot opleidingscentrum en secretariaat van het Katholiek Vormingswerk van Landelijke Vrouwen (KVLV). Een deel van de tuin werd tot parking omgevormd en in 1987 werd met de stad Leuven een overeenkomst afgesloten om het overige deel van de tuin in te richten als openbaar plantsoen, het Dijlepark. Thans is de KU Leuven eigenaar van het gebouw en huisvest het de Associatie KU Leuven en het Centrum voor Ervaringsgericht Onderwijs (CEGO).